# Isabella Gómez

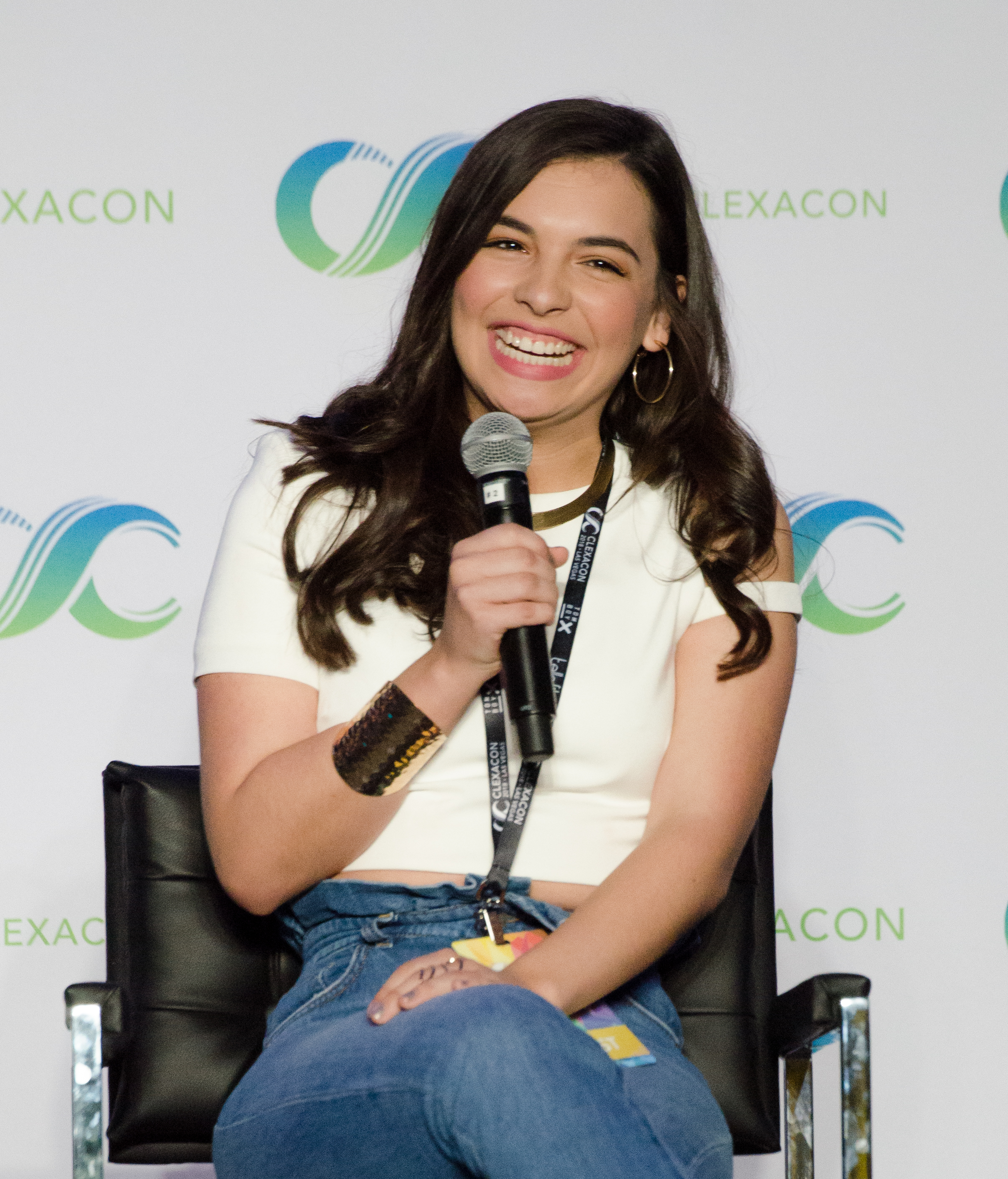

Isabella Gómez (Medellín, 9 febbraio 1998) è un'attrice colombiana.

## Biografia
Si è trasferita negli Stati Uniti a dieci anni ed è nota soprattutto per interpretare Elena Alvarez in Giorno per giorno.

## Filmografia

### Cinema
- Aristotle e Dante scoprono i segreti dell'universo (Aristotle and Dante Discover the Secrets of the Universe), regia di Aitch Alberto (2022)

### Televisione
- Matador - serie TV, 7 episodi (2014)
- Modern Family - serie TV, 1 episodio (2016)
- Giorno per giorno (One Day at a Time) - serie TV, 52 episodi (2017-2020)

### Doppiaggio
- Marco e Star contro le forze del male (Star vs. the Forces of Evil (SvtFoE)) - serie TV, 1 episodio (2019)
- Big Hero 6 - La serie (Big Hero 6: The Series) - serie TV, 6 episodi (2019-2020)

## Doppiatrici italiane
- Erica Necci in Giorno per giorno